# 板倉真琴
板倉 真琴（いたくら まこと、1960年6月7日 - ）は、日本の男性脚本家、映画監督。

## 人物
東京都出身。日本脚本家連盟会員。ヤクザ映画などの脚本執筆を主な仕事としている。2006年の映画『待合室』では初監督を務めた。

## 主な作品

### 脚本

#### 映画
- 修羅がゆくシリーズ（ナック）
  - 修羅がゆく5 広島代理戦争（1997年）
  - 修羅がゆく6 東北激闘篇（1997年）
  - 修羅がゆく7 四国烈死篇（1998年）
  - 修羅がゆく8 首都血戦（1998年）
  - 修羅がゆく12 北九州死闘篇（2000年）
  - 修羅がゆく13 完結編（2000年）
- 修羅のみちシリーズ（ナック）
  - 修羅のみち3 広島四国全面戦争（2001年）
  - 修羅のみち9 北九州烈死篇（2003年）
  - 修羅のみち10 九州全面戦争（2004年）
- 極道三国志シリーズ（東映ビデオ）
  - 極道三国志3 血染めの九州死闘篇（1999年）
  - 極道三国志4 最後の博徒/血の抗争（2000年）
  - 極道三国志5 山陽道10年戦争（2000年）
  - 新・極道三国志 首都攻防篇（2003年）
  - 新・極道三国志2 伊豆代理戦争勃発（2003年）
- 極道はクリスチャン 修羅の抗争（2000年、ナック）
- 群青 愛が沈んだ海の色（2009年、共同脚本）

#### テレビドラマ
- 人間ドキュメント 逸見政孝物語（1994年、フジテレビ系金曜エンタテイメント）

#### ゲーム
- PS2用ゲーム 龍が如く2（2006年、 SEGA）
- PS5用ゲーム　龍が如く８（2024年、SEGA）

#### テレビアニメ
- 剣風伝奇ベルセルク（1997年～1998年、日本テレビ系）

### 脚色
- 極道三国志（1997年）

### 映画監督
- 待合室（兼脚本、2005年）
- 僕たちの忘れ物（兼脚本、2019年）